# 戈羅德內 (比洛沃德西克區)
49°9′55″N 39°35′19″E / 49.16528°N 39.58861°E
霍羅德涅（烏克蘭語：Городнє）是位於烏克蘭東部的村莊，由盧甘斯克州舊比利斯克區的比洛沃茨克市鎮負責管轄。該村始建於1952年，面積2.34平方公里，海拔高度64米，2001年人口236。